# Astèrix a Bretanya
Astèrix a Bretanya (títol original en francès: Astérix chez les Bretons) és el vuitè àlbum de la sèrie Astèrix el gal de René Goscinny (guió) i Albert Uderzo (dibuix), publicat en francès el 1966. Va tirada original va ser de 900.000 exemplars. Es van realitzar dues adaptacions, en dibuixos animats el 1986 i en pel·lícula (Astérix et Obélix: Au service de Sa Majesté) el 2012.

## Sinopsi
Juli Cèsar ha conquerit tota la Britànnia, llevat d'un poblet que resisteix a l'invasor, però aquests guerrers cansats van perdent i decideixen enviar Noiquintòrax, cosí d'Astèrix, per aconseguir la poció màgica que dona força sobrehumana i portar-la per a la resistència anglesa. Panoràmix en prepara una bota plena, i Astèrix i Obèlix l'acompanyen en el viatge.
Un cop a Britànnia, la bota desapareix enmig de totes les botes de Londres. Quan l'aconsegueixen trobar, un lladre els la roba i finalment la troben amb l'utillatge d'un equip de rugby; però quan fugen dels romans, aquests destrueixen la bota. Malgrat tot, els britons lluiten amb els romans, ajudats per l'Astèrix i l'Obèlix. Per donar coratge als guerrers, aboca unes herbes misterioses a una olla d'aigua calenta, i després de la victòria contra els romans, el cap del poblat decideix elevar la poció al rang de beguda nacional. Ja al poblet gal, Panoràmix fa saber a Astèrix que el nom d'aquelles herbes és... te.

## Elements històrics
Els habitants de Britànnia eren descendents de tribus nòmades provinents de les Gàl·lies, i parlaven la mateixa llengua. Juli Cèsar va envair Britànnia al 55 aC, durant la guerra de les Gàl·lies, coronada per la seva victòria enfront de Vercingetòrix.

## Elements humorístics
Si bé una tònica habitual en l'humor dels àlbums de Goscinny i d'Uderzo és l'anacronisme, a Astèrix a Bretanya presenta elements específics lligats a la cultura britànica. Si bé Goscinny va arribar als Estats Units el 1945 sense parlar ni un mot d'anglès, les seves diferents estades durant els anys següents li van permetre matisar aquesta llengua. En aquest àlbum, parodia sistemàticament els girs propis de l'anglès, traduint-los mot a mot al francès (parodia que, dins dels possibles, respectà Víctor Mora en la seva traducció al català).
- - "Jo us prego" (p2-v6) = Please, per "Si us plau"
  - "Xocant" (p2-v8) = Shocking!
  - "I tot aquest tipus de coses" (p3-c7) = And all that sort of things
  - "Segur" (p2-v7) = Sure = És clar"
  - "Jo dic" (p4-v4) = I say, frase típica de l'alta societat britànica a inicis del segle 20, emprat per remarcar una frase
  - "Un tros de sort" (p4-v5) = A piece of luck per "tota una sort"
  - "Sacsegem-nos les mans" (p4-c7) = Let's shake hands
  - "Jo demano el vostre perdó?" (p5-c3) = I beg your pardon? per "Perdó?"
  - "Un joyeux bon garçon" (p24-c5) = A jolly good fellow.
  - "Ens cal." (p24-c2) = We have to.
  - "La meva bondat!" (p25-c2) = My goodness! per Déu meu
  - "Guardeu el vostre llavi superior rígid" (p25-c4) = Keep a stiff upper lip = mantingues la sang freda.
  - "Il est devenu absolument noix" (p26-c4) = He is going nuts = devenir fou, perdre les pédales (= to lose the pedals, si on joue le jeu de Goscinny).
  - "J'étais en dehors de mes esprits avec l'inquiétude" (p28-c2) = I was out of my mind with worry = "j'étais inquiet".
  - "Era gran veure-us aquí" (p43-c7) = It' was great to have you.
- Noms de personatges
  - Zebigbos (p3c1) = the big boss = El Gran Cap
  - Mac Anoteràpix, un guerrer caledoni (a Escòcia és comú el prefix Mac)
  - O'Torinolaringològix, un guerrer hiberni (a Irlanda és comú el prefix O')
- Tradicions britàniques
  - A les 5 de la tarda (les five o'clock) els bretons beuen aigua calenta (la cèlebre tradició del te) (p2-c6)
  - La boira (p3-c8) i la pluja (p10-c7)
  - Cambridge i els seus remers (p3-c10)
  - L'hora de tancament dels pubs (p11-c6)
  - La cervesa tèbia (p11-c6)
  - Al restaurant (pub), el decurió juga als dards (p12-c7)
  - Els carros circulen per l'esquerra
  - La gespa anglesa (p14-c1)
  - Les mesures anglosaxones no decimals (p16-c8)
  - L'autobús de dos pisos (p20-c6)
  - El paraigües
  - El bombí (en francès, el chapeau melon) (p20-c8)
  - La Torre de Londres (p25-c8)
  - Els barris residencials on totes les cases s'assemblen (p28-c9)
  - El rugbi (p33)
  - La flegma britànica (p30)
  - L'humor britànic (p33-c1)
  - Els hooligans (p32)